# Elusa rufescens
Elusa rufescens là một loài bướm đêm trong họ Noctuidae.